# Campionati canadesi di pattinaggio di figura
I Campionati canadesi di pattinaggio di figura sono una competizione nazionale di pattinaggio di figura che si svolge ogni anno. I pattinatori competono nelle discipline di individuale maschile, individuale femminile, pattinaggio di coppia e danza su ghiaccio nelle categori senior e junior per il titolo di Campione Nazionale del Canada.

## Medagliati

### Individuale maschile
| Anno       | Località                                                                                | Oro                                                                                     | Argento                                                                                 | Bronzo                                                                                  | Dettagli |
| 1905       |                                                                                         | Ormond B. Haycock                                                                       |                                                                                         |                                                                                         | [ 1 ]    |
| 1906       |                                                                                         | Ormond B. Haycock                                                                       |                                                                                         |                                                                                         | [ 1 ]    |
| 1907       | La competizione non si è svolta. Il Minto Skating Club è stato distrutto da un incendio | La competizione non si è svolta. Il Minto Skating Club è stato distrutto da un incendio | La competizione non si è svolta. Il Minto Skating Club è stato distrutto da un incendio | La competizione non si è svolta. Il Minto Skating Club è stato distrutto da un incendio | [ 1 ]    |
| 1908       |                                                                                         | Ormond B. Haycock                                                                       |                                                                                         |                                                                                         | [ 1 ]    |
| 1909       | La competizione non si è svolta                                                         | La competizione non si è svolta                                                         | La competizione non si è svolta                                                         | La competizione non si è svolta                                                         | [ 1 ]    |
| 1910       |                                                                                         | Douglas H. Nelles                                                                       |                                                                                         |                                                                                         | [ 1 ]    |
| 1911       |                                                                                         | Ormond B. Haycock                                                                       | J. Cecil McDougall                                                                      |                                                                                         | [ 1 ]    |
| 1912       |                                                                                         | Douglas H. Nelles                                                                       |                                                                                         |                                                                                         | [ 1 ]    |
| 1913       |                                                                                         | Philip Chrysler                                                                         | Norman Scott                                                                            |                                                                                         | [ 1 ]    |
| 1914       |                                                                                         | Norman Scott                                                                            | Philip Chrysler                                                                         |                                                                                         | [ 1 ]    |
| 1915– 1919 | La competizione non si è svolta a causa della Prima guerra mondiale                     | La competizione non si è svolta a causa della Prima guerra mondiale                     | La competizione non si è svolta a causa della Prima guerra mondiale                     | La competizione non si è svolta a causa della Prima guerra mondiale                     | [ 1 ]    |
| 1920       |                                                                                         | Norman Scott                                                                            | Duncan Hodgson                                                                          | Melville Rogers                                                                         | [ 1 ]    |
| 1921       |                                                                                         | Duncan Hodgson                                                                          | John Machado                                                                            | Melville Rogers                                                                         | [ 1 ]    |
| 1922       | Ottawa                                                                                  | Duncan Hodgson                                                                          | Melville Rogers                                                                         | John Machado                                                                            | [ 1 ]    |
| 1923       |                                                                                         | Melville Rogers                                                                         | John Machado                                                                            | Norman Gregory                                                                          | [ 1 ]    |
| 1924       |                                                                                         | John Machado                                                                            | Montgomery Wilson                                                                       | Norman Gregory                                                                          | [ 1 ]    |
| 1925       |                                                                                         | Melville Rogers                                                                         | John Machado                                                                            | Montgomery Wilson                                                                       | [ 1 ]    |
| 1926       |                                                                                         | Melville Rogers                                                                         | Montgomery Wilson                                                                       |                                                                                         | [ 1 ]    |
| 1927       |                                                                                         | Melville Rogers                                                                         | Montgomery Wilson                                                                       | Jack Eastwood                                                                           | [ 1 ]    |
| 1928       |                                                                                         | Melville Rogers                                                                         |                                                                                         |                                                                                         | [ 1 ]    |
| 1929       |                                                                                         | Montgomery Wilson                                                                       | Stewart Reburn                                                                          | Jack Eastwood                                                                           | [ 1 ]    |
| 1930       |                                                                                         | Montgomery Wilson                                                                       | Lewis Elkin                                                                             |                                                                                         | [ 1 ]    |
| 1931       |                                                                                         | Montgomery Wilson                                                                       | Stewart Reburn                                                                          | Lewis Elkin                                                                             | [ 1 ]    |
| 1932       |                                                                                         | Montgomery Wilson                                                                       | Guy Owen                                                                                | Hubert Sprott                                                                           | [ 1 ]    |
| 1933       |                                                                                         | Montgomery Wilson                                                                       | Guy Owen                                                                                | Rupert Whitehead                                                                        | [ 1 ]    |
| 1934       |                                                                                         | Montgomery Wilson                                                                       | Guy Owen                                                                                | Rupert Whitehead                                                                        | [ 1 ]    |
| 1935       |                                                                                         | Montgomery Wilson                                                                       | Osborne Colson                                                                          | Guy Owen                                                                                | [ 1 ]    |
| 1936       |                                                                                         | Osborne Colson                                                                          | Wingate Snaith                                                                          | Philip Lee                                                                              | [ 1 ]    |
| 1937       |                                                                                         | Osborne Colson                                                                          | Wingate Snaith                                                                          | Ralph McCreath                                                                          | [ 1 ]    |
| 1938       |                                                                                         | Montgomery Wilson                                                                       | Ralph McCreath                                                                          | Wingate Snaith                                                                          | [ 1 ]    |
| 1939       |                                                                                         | Montgomery Wilson                                                                       | Ralph McCreath                                                                          | Jack Vigeon                                                                             | [ 1 ]    |
| 1940       | Ottawa                                                                                  | Ralph McCreath                                                                          | Donald Gilchrist                                                                        | Wingate Snaith                                                                          | [ 1 ]    |
| 1941       | Montreal                                                                                | Ralph McCreath                                                                          | Donald Gilchrist                                                                        | Jack Vigeon                                                                             | [ 1 ]    |
| 1942       | Winnipeg                                                                                | Michael Kirby                                                                           | Donald Gilchrist                                                                        |                                                                                         | [ 1 ]    |
| 1943       | La competizione non si è svolta a causa della Seconda guerra mondiale                   | La competizione non si è svolta a causa della Seconda guerra mondiale                   | La competizione non si è svolta a causa della Seconda guerra mondiale                   | La competizione non si è svolta a causa della Seconda guerra mondiale                   | [ 1 ]    |
| 1944       | Toronto                                                                                 |                                                                                         |                                                                                         |                                                                                         | [ 1 ]    |
| 1945       | Toronto                                                                                 | Nigel Stephens                                                                          | Frank Sellers                                                                           |                                                                                         | [ 1 ]    |
| 1946       | Toronto                                                                                 | Ralph McCreath                                                                          | Norris Bowden                                                                           | Roger Wickson                                                                           | [ 1 ]    |
| 1947       | Toronto                                                                                 | Norris Bowden                                                                           | Wallace Diestelmeyer                                                                    | Gerrard Blair                                                                           | [ 1 ]    |
| 1948       | Calgary                                                                                 | Wallace Diestelmeyer                                                                    | Roger Wickson                                                                           |                                                                                         | [ 1 ]    |
| 1949       | Ottawa                                                                                  | Roger Wickson                                                                           | William Lewis                                                                           | Donald Tobin                                                                            | [ 1 ]    |
| 1950       | St. Catharines                                                                          | Roger Wickson                                                                           | Donald Tobin                                                                            | William Lewis                                                                           | [ 1 ]    |
| 1951       | Vancouver                                                                               | Peter Firstbrook                                                                        | Roger Wickson                                                                           | William Lewis                                                                           | [ 1 ]    |
| 1952       | Oshawa                                                                                  | Peter Firstbrook                                                                        | William Lewis                                                                           | Peter Dunfield                                                                          | [ 1 ]    |
| 1953       | Ottawa                                                                                  | Peter Firstbrook                                                                        | Charles Snelling                                                                        | Peter Dunfield                                                                          | [ 1 ]    |
| 1954       | Calgary                                                                                 | Charles Snelling                                                                        | Douglas Court                                                                           | Paul Tatton                                                                             | [ 1 ]    |
| 1955       | Toronto                                                                                 | Charles Snelling                                                                        | Douglas Court                                                                           |                                                                                         | [ 1 ]    |
| 1956       | Galt                                                                                    | Charles Snelling                                                                        | Donald Jackson                                                                          | Douglas Court                                                                           | [ 1 ]    |
| 1957       | Winnipeg                                                                                | Charles Snelling                                                                        | Donald Jackson                                                                          | Edward Collins                                                                          | [ 1 ]    |
| 1958       | Ottawa                                                                                  | Charles Snelling                                                                        | Donald Jackson                                                                          | Edward Collins                                                                          | [ 1 ]    |
| 1959       | Noranda                                                                                 | Donald Jackson                                                                          | Edward Collins                                                                          |                                                                                         | [ 1 ]    |
| 1960       | Regina                                                                                  | Donald Jackson                                                                          | Donald McPherson                                                                        | Louis Stong                                                                             | [ 1 ]    |
| 1961       | Lachine                                                                                 | Donald Jackson                                                                          | Donald McPherson                                                                        | Bradley Black                                                                           | [ 1 ]    |
| 1962       | Toronto                                                                                 | Donald Jackson                                                                          | Donald McPherson                                                                        | Donald Knight                                                                           | [ 1 ]    |
| 1963       | Edmonton                                                                                | Donald McPherson                                                                        | Donald Knight                                                                           | Bill Neale                                                                              | [ 1 ]    |
| 1964       | North Bay                                                                               | Charles Snelling                                                                        | Donald Knight                                                                           | Jay Humphry                                                                             | [ 1 ]    |
| 1965       | Calgary                                                                                 | Donald Knight                                                                           | Charles Snelling                                                                        | Jay Humphry                                                                             | [ 1 ]    |
| 1966       | Peterborough                                                                            | Donald Knight                                                                           | Charles Snelling                                                                        | Jay Humphry                                                                             | [ 1 ]    |
| 1967       | Toronto                                                                                 | Donald Knight                                                                           | Jay Humphry                                                                             | Charles Snelling                                                                        | [ 1 ]    |
| 1968       | Vancouver                                                                               | Jay Humphry                                                                             | David McGillivray                                                                       | Steve Hutchinson                                                                        | [ 1 ]    |
| 1969       | Toronto                                                                                 | Jay Humphry                                                                             | David McGillivray                                                                       | Toller Cranston                                                                         | [ 1 ]    |
| 1970       | Edmonton                                                                                | David McGillivray                                                                       | Toller Cranston                                                                         | Ron Shaver                                                                              | [ 1 ]    |
| 1971       | Winnipeg                                                                                | Toller Cranston                                                                         | Paul Bonenfant                                                                          | Kenneth Polk                                                                            | [ 1 ]    |
| 1972       | London                                                                                  | Toller Cranston                                                                         | Paul Bonenfant                                                                          | Kenneth Polk                                                                            | [ 1 ]    |
| 1973       | Vancouver                                                                               | Toller Cranston                                                                         | Ron Shaver                                                                              | Robert Rubens                                                                           | [ 1 ]    |
| 1974       | Moncton                                                                                 | Toller Cranston                                                                         | Ron Shaver                                                                              | Robert Rubens                                                                           | [ 1 ]    |
| 1975       | Québec                                                                                  | Toller Cranston                                                                         | Robert Rubens                                                                           | Stan Bohonek                                                                            | [ 1 ]    |
| 1976       | London                                                                                  | Toller Cranston                                                                         | Ron Shaver                                                                              | Stan Bohonek                                                                            | [ 1 ]    |
| 1977       | Calgary                                                                                 | Ron Shaver                                                                              | Brian Pockar                                                                            | Vern Taylor                                                                             | [ 1 ]    |
| 1978       | Victoria                                                                                | Brian Pockar                                                                            | Vern Taylor                                                                             | Jim Szabo                                                                               | [ 1 ]    |
| 1979       | Thunder Bay                                                                             | Brian Pockar                                                                            | Vern Taylor                                                                             | Gordon Forbes                                                                           | [ 1 ]    |
| 1980       | Kitchener                                                                               | Brian Pockar                                                                            | Gordon Forbes                                                                           | Gary Beacom                                                                             | [ 1 ]    |
| 1981       | Halifax                                                                                 | Brian Orser                                                                             | Brian Pockar                                                                            | Gordon Forbes                                                                           | [ 1 ]    |
| 1982       | Brandon                                                                                 | Brian Orser                                                                             | Brian Pockar                                                                            | Dennis Coi                                                                              | [ 1 ]    |
| 1983       | Montreal                                                                                | Brian Orser                                                                             | Gary Beacom                                                                             | Gordon Forbes                                                                           | [ 1 ]    |
| 1984       | Regina                                                                                  | Brian Orser                                                                             | Gary Beacom                                                                             | Gordon Forbes                                                                           | [ 1 ]    |
| 1985       | Moncton                                                                                 | Brian Orser                                                                             | Neil Paterson                                                                           | Gordon Forbes                                                                           | [ 1 ]    |
| 1986       | North Bay                                                                               | Brian Orser                                                                             | Neil Paterson                                                                           | Jaimee Eggleton                                                                         | [ 1 ]    |
| 1987       | Ottawa                                                                                  | Brian Orser                                                                             | Kurt Browning                                                                           | Michael Slipchuk                                                                        | [ 1 ]    |
| 1988       | Victoria                                                                                | Brian Orser                                                                             | Kurt Browning                                                                           | Neil Paterson                                                                           | [ 1 ]    |
| 1989       | Chicoutimi                                                                              | Kurt Browning                                                                           | Michael Slipchuk                                                                        | Matthew Hall                                                                            | [ 1 ]    |
| 1990       | Sudbury                                                                                 | Kurt Browning                                                                           | Elvis Stojko                                                                            | Michael Slipchuk                                                                        | [ 1 ]    |
| 1991       | Saskatoon                                                                               | Kurt Browning                                                                           | Elvis Stojko                                                                            | Michael Slipchuk                                                                        | [ 1 ]    |
| 1992       | Moncton                                                                                 | Michael Slipchuk                                                                        | Elvis Stojko                                                                            | Sébastien Britten                                                                       | [ 1 ]    |
| 1993       | Hamilton                                                                                | Kurt Browning                                                                           | Elvis Stojko                                                                            | Marcus Christensen                                                                      | [ 1 ]    |
| 1994       | Edmonton                                                                                | Elvis Stojko                                                                            | Kurt Browning                                                                           | Sébastien Britten                                                                       | [ 1 ]    |
| 1995       | Halifax                                                                                 | Sébastien Britten                                                                       | Marcus Christensen                                                                      | Ravi Walia                                                                              | [ 1 ]    |
| 1996       | Ottawa                                                                                  | Elvis Stojko                                                                            | Sébastien Britten                                                                       | Marcus Christensen                                                                      | [ 1 ]    |
| 1997       | Vancouver                                                                               | Elvis Stojko                                                                            | Jeff Langdon                                                                            | Sébastien Britten                                                                       | [ 1 ]    |
| 1998       | Hamilton                                                                                | Elvis Stojko                                                                            | Emanuel Sandhu                                                                          | Jeff Langdon                                                                            | [ 1 ]    |
| 1999       | Ottawa                                                                                  | Elvis Stojko                                                                            | Emanuel Sandhu                                                                          | Jean-Francois Hebert                                                                    | [ 1 ]    |
| 2000       | Calgary                                                                                 | Elvis Stojko                                                                            | Emanuel Sandhu                                                                          | Ben Ferreira                                                                            | [ 1 ]    |
| 2001       | Winnipeg                                                                                | Emanuel Sandhu                                                                          | Jayson Dénommée                                                                         | Ben Ferreira                                                                            | [ 1 ]    |
| 2002       | Hamilton                                                                                | Elvis Stojko                                                                            | Emanuel Sandhu                                                                          | Jeffrey Buttle                                                                          | [ 1 ]    |
| 2003       | Saskatoon                                                                               | Emanuel Sandhu                                                                          | Jeffrey Buttle                                                                          | Fedor Andreev                                                                           | [ 1 ]    |
| 2004       | Edmonton                                                                                | Emanuel Sandhu                                                                          | Ben Ferreira                                                                            | Jeffrey Buttle                                                                          | [ 1 ]    |
| 2005       | London                                                                                  | Jeffrey Buttle                                                                          | Emanuel Sandhu                                                                          | Shawn Sawyer                                                                            | [ 1 ]    |
| 2006       | Ottawa                                                                                  | Jeffrey Buttle                                                                          | Emanuel Sandhu                                                                          | Shawn Sawyer                                                                            | [ 2 ]    |
| 2007       | Halifax                                                                                 | Jeffrey Buttle                                                                          | Christopher Mabee                                                                       | Emanuel Sandhu                                                                          | [ 3 ]    |
| 2008       | Vancouver                                                                               | Patrick Chan                                                                            | Jeffrey Buttle                                                                          | Shawn Sawyer                                                                            | [ 4 ]    |
| 2009       | Saskatoon                                                                               | Patrick Chan                                                                            | Vaughn Chipeur                                                                          | Jeremy Ten                                                                              | [ 5 ]    |
| 2010       | London                                                                                  | Patrick Chan                                                                            | Vaughn Chipeur                                                                          | Kevin Reynolds                                                                          | [ 6 ]    |
| 2011       | Victoria                                                                                | Patrick Chan                                                                            | Shawn Sawyer                                                                            | Joey Russell                                                                            | [ 7 ]    |
| 2012       | Moncton                                                                                 | Patrick Chan                                                                            | Kevin Reynolds                                                                          | Jeremy Ten                                                                              | [ 8 ]    |
| 2013       | Mississauga                                                                             | Patrick Chan                                                                            | Kevin Reynolds                                                                          | Andrei Rogozine                                                                         | [ 9 ]    |
| 2014       | Ottawa                                                                                  | Patrick Chan                                                                            | Kevin Reynolds                                                                          | Liam Firus                                                                              | [ 10 ]   |
| 2015       | Kingston                                                                                | Nam Nguyen                                                                              | Jeremy Ten                                                                              | Liam Firus                                                                              | [ 11 ]   |
| 2016       | Halifax                                                                                 | Patrick Chan                                                                            | Liam Firus                                                                              | Kevin Reynolds                                                                          | [ 12 ]   |
| 2017       | Ottawa                                                                                  | Patrick Chan                                                                            | Kevin Reynolds                                                                          | Nam Nguyen                                                                              | [ 13 ]   |
| 2018       | Vancouver                                                                               | Patrick Chan                                                                            | Keegan Messing                                                                          | Nam Nguyen                                                                              | [ 14 ]   |
| 2019       | Saint John                                                                              | Nam Nguyen                                                                              | Stephen Gogolev                                                                         | Keegan Messing                                                                          | [ 15 ]   |
| 2020       | Mississauga                                                                             | Roman Sadovsky                                                                          | Nam Nguyen                                                                              | Keegan Messing                                                                          | [ 16 ]   |
| 2021       | Vancouver                                                                               | Competizione cancellata a causa della pandemia di COVID-19                              | Competizione cancellata a causa della pandemia di COVID-19                              | Competizione cancellata a causa della pandemia di COVID-19                              | [ 17 ]   |
| 2022       | Ottawa                                                                                  | Keegan Messing                                                                          | Roman Sadovsky                                                                          | Wesley Chiu                                                                             | [ 18 ]   |
| 2023       | Oshawa                                                                                  | Keegan Messing                                                                          | Conrad Orzel                                                                            | Wesley Chiu                                                                             | [ 19 ]   |
| 2024       | Calgary                                                                                 | Wesley Chiu                                                                             | Aleksa Rakicl                                                                           | Anthony Paradis                                                                         | [ 20 ]   |
| 2025       | Laval                                                                                   | Roman Sadovsky                                                                          | Anthony Paradis                                                                         | David Li                                                                                | [ 21 ]   |

### Individuale femminile
| Anno       | Località                                                                                | Oro                                                                                     | Argento                                                                                 | Bronzo                                                                                  | Dettagli |
| 1905       |                                                                                         | Anne Ewan                                                                               |                                                                                         |                                                                                         | [ 1 ]    |
| 1906       |                                                                                         | Aimee Haycock                                                                           |                                                                                         |                                                                                         | [ 1 ]    |
| 1907       | La competizione non si è svolta. Il Minto Skating Club è stato distrutto da un incendio | La competizione non si è svolta. Il Minto Skating Club è stato distrutto da un incendio | La competizione non si è svolta. Il Minto Skating Club è stato distrutto da un incendio | La competizione non si è svolta. Il Minto Skating Club è stato distrutto da un incendio | [ 1 ]    |
| 1908       |                                                                                         | Aimee Haycock                                                                           |                                                                                         |                                                                                         | [ 1 ]    |
| 1909       | La competizione non si è svolta                                                         | La competizione non si è svolta                                                         | La competizione non si è svolta                                                         | La competizione non si è svolta                                                         | [ 1 ]    |
| 1910       |                                                                                         | Iris Mudge                                                                              |                                                                                         |                                                                                         | [ 1 ]    |
| 1911       |                                                                                         | Lady Evelyn Grey                                                                        |                                                                                         |                                                                                         | [ 1 ]    |
| 1912       |                                                                                         | Eleanor Kingsford                                                                       |                                                                                         |                                                                                         | [ 1 ]    |
| 1913       |                                                                                         | Eleanor Kingsford                                                                       | Jeanne Chevalier                                                                        |                                                                                         | [ 1 ]    |
| 1914       |                                                                                         | Muriel Maunsell                                                                         | Jeanne Chevalier                                                                        |                                                                                         | [ 1 ]    |
| 1915– 1919 | La competizione non si è svolta a causa della Prima guerra mondiale                     | La competizione non si è svolta a causa della Prima guerra mondiale                     | La competizione non si è svolta a causa della Prima guerra mondiale                     | La competizione non si è svolta a causa della Prima guerra mondiale                     | [ 1 ]    |
| 1920       |                                                                                         | Jeanne Chevalier                                                                        | Dorothy Jenkins                                                                         | Alden Godwin                                                                            | [ 1 ]    |
| 1921       |                                                                                         | Jeanne Chevalier                                                                        | Dorothy Jenkins                                                                         | Alden Godwin                                                                            | [ 1 ]    |
| 1922       | Ottawa                                                                                  | Dorothy Jenkins                                                                         | Alden Godwin                                                                            | Mrs. John Law                                                                           | [ 1 ]    |
| 1923       |                                                                                         | Dorothy Jenkins                                                                         | Cecil Smith                                                                             | Constance Wilson                                                                        | [ 1 ]    |
| 1924       |                                                                                         | Constance Wilson                                                                        | Margot Barclay                                                                          | Marjorie Annable                                                                        | [ 1 ]    |
| 1925       |                                                                                         | Cecil Smith                                                                             | Constance Wilson                                                                        |                                                                                         | [ 1 ]    |
| 1926       |                                                                                         | Cecil Smith                                                                             | Constance Wilson                                                                        | Mrs. G. C. Secord                                                                       | [ 1 ]    |
| 1927       |                                                                                         | Constance Wilson                                                                        | Cecil Smith                                                                             | Evelyn Darling                                                                          | [ 1 ]    |
| 1928       |                                                                                         | Margot Barclay                                                                          | Marion McDougall                                                                        | Dorothy Benson                                                                          | [ 1 ]    |
| 1929       |                                                                                         | Constance Wilson                                                                        | Cecil Smith                                                                             | Dorothy Benson                                                                          | [ 1 ]    |
| 1930       |                                                                                         | Constance Wilson-Samuel                                                                 | Elizabeth Fisher                                                                        | Dorothy Benson                                                                          | [ 1 ]    |
| 1931       |                                                                                         | Constance Wilson-Samuel                                                                 | Cecil Smith                                                                             | Elizabeth Fisher                                                                        | [ 1 ]    |
| 1932       |                                                                                         | Constance Wilson-Samuel                                                                 | Veronica Clarke                                                                         | Elizabeth Fisher                                                                        | [ 1 ]    |
| 1933       |                                                                                         | Constance Wilson-Samuel                                                                 | Cecil Smith                                                                             | Veronica Clarke                                                                         | [ 1 ]    |
| 1934       |                                                                                         | Constance Wilson-Samuel                                                                 | Veronica Clarke                                                                         | Kathleen Lopdell                                                                        | [ 1 ]    |
| 1935       |                                                                                         | Constance Wilson-Samuel                                                                 | Veronica Clarke                                                                         | Frances Claudet                                                                         | [ 1 ]    |
| 1936       |                                                                                         | Eleanor O'Meara                                                                         | Veronica Clarke                                                                         | Margaret Leslie                                                                         | [ 1 ]    |
| 1937       |                                                                                         | Dorothy Caley                                                                           | Eleanor O'Meara                                                                         | Veronica Clarke                                                                         | [ 1 ]    |
| 1938       |                                                                                         | Eleanor O'Meara                                                                         | Dorothy Caley                                                                           | Eleanor Wilson                                                                          | [ 1 ]    |
| 1939       |                                                                                         | Mary Rose Thacker                                                                       | Norah McCarthy                                                                          | Eleanor O'Meara                                                                         | [ 1 ]    |
| 1940       | Ottawa                                                                                  | Norah McCarthy                                                                          | Mary Rose Thacker                                                                       | Eleanor O'Meara                                                                         | [ 1 ]    |
| 1941       | Montreal                                                                                | Mary Rose Thacker                                                                       | Barbara Ann Scott                                                                       | Norah McCarthy                                                                          | [ 1 ]    |
| 1942       | Winnipeg                                                                                | Mary Rose Thacker                                                                       | Barbara Ann Scott                                                                       | Elizabeth McKellar                                                                      | [ 1 ]    |
| 1943       | La competizione non si è svolta a causa della Seconda guerra mondiale                   | La competizione non si è svolta a causa della Seconda guerra mondiale                   | La competizione non si è svolta a causa della Seconda guerra mondiale                   | La competizione non si è svolta a causa della Seconda guerra mondiale                   | [ 1 ]    |
| 1944       | Toronto                                                                                 | Barbara Ann Scott                                                                       | Marilyn Ruth Take                                                                       | Nadine Phillips                                                                         | [ 1 ]    |
| 1945       | Toronto                                                                                 | Barbara Ann Scott                                                                       | Marilyn Ruth Take                                                                       | Gloria Lillico                                                                          | [ 1 ]    |
| 1946       | Toronto                                                                                 | Barbara Ann Scott                                                                       | Marilyn Ruth Take                                                                       | Nadine Phillips                                                                         | [ 1 ]    |
| 1947       | Toronto                                                                                 | Marilyn Ruth Take                                                                       | Nadine Phillips                                                                         | Suzanne Morrow                                                                          | [ 1 ]    |
| 1948       | Calgary                                                                                 | Barbara Ann Scott                                                                       | Jeanne Matthews                                                                         | Marlene Smith                                                                           | [ 1 ]    |
| 1949       | Ottawa                                                                                  | Suzanne Morrow                                                                          | Patsy Earl                                                                              | Jeanne Matthews                                                                         | [ 1 ]    |
| 1950       | St. Catharines                                                                          | Suzanne Morrow                                                                          | Marlene Smith                                                                           | Vevi Smith                                                                              | [ 1 ]    |
| 1951       | Vancouver                                                                               | Suzanne Morrow                                                                          | Vevi Smith                                                                              | Jane Kirby                                                                              | [ 1 ]    |
| 1952       | Oshawa                                                                                  | Marlene Smith                                                                           | Vevi Smith                                                                              | Elizabeth Gratton                                                                       | [ 1 ]    |
| 1953       | Ottawa                                                                                  | Barbara Gratton                                                                         | Dawn Steckley                                                                           | Yarmila Pachl                                                                           | [ 1 ]    |
| 1954       | Calgary                                                                                 | Barbara Gratton                                                                         | Sonja Currie                                                                            | Vevi Smith                                                                              | [ 1 ]    |
| 1955       | Toronto                                                                                 | Carole Jane Pachl                                                                       | Ann Johnston                                                                            | Joan Shippam                                                                            | [ 1 ]    |
| 1956       | Galt                                                                                    | Carole Jane Pachl                                                                       | Ann Johnston                                                                            | Sonja Currie                                                                            | [ 1 ]    |
| 1957       | Winnipeg                                                                                | Carole Jane Pachl                                                                       | Karen Dixon                                                                             | Margaret Crosland                                                                       | [ 1 ]    |
| 1958       | Ottawa                                                                                  | Margaret Crosland                                                                       | Doreen Lister                                                                           | Sonia Snelling                                                                          | [ 1 ]    |
| 1959       | Noranda                                                                                 | Margaret Crosland                                                                       | Sonia Snelling                                                                          | Sandra Tewkesbury                                                                       | [ 1 ]    |
| 1960       | Regina                                                                                  | Wendy Griner                                                                            | Shirra Kenworthy                                                                        | Sonia Snelling                                                                          | [ 1 ]    |
| 1961       | Lachine                                                                                 | Wendy Griner                                                                            | Shirra Kenworthy                                                                        | Sonia Snelling                                                                          | [ 1 ]    |
| 1962       | Toronto                                                                                 | Wendy Griner                                                                            | Petra Burka                                                                             | Shirra Kenworthy                                                                        | [ 1 ]    |
| 1963       | Edmonton                                                                                | Wendy Griner                                                                            | Petra Burka                                                                             | Shirra Kenworthy                                                                        | [ 1 ]    |
| 1964       | North Bay                                                                               | Petra Burka                                                                             | Wendy Griner                                                                            | Shirra Kenworthy                                                                        | [ 1 ]    |
| 1965       | Calgary                                                                                 | Petra Burka                                                                             | Valerie Jones                                                                           | Gloria Tatton                                                                           | [ 1 ]    |
| 1966       | Peterborough                                                                            | Petra Burka                                                                             | Valerie Jones                                                                           | Roberta Laurent                                                                         | [ 1 ]    |
| 1967       | Toronto                                                                                 | Valerie Jones                                                                           | Karen Magnussen                                                                         | Roberta Laurent                                                                         | [ 1 ]    |
| 1968       | Vancouver                                                                               | Karen Magnussen                                                                         | Linda Carbonetto                                                                        | Lyndsai Cowan                                                                           | [ 1 ]    |
| 1969       | Toronto                                                                                 | Linda Carbonetto                                                                        | Karen Magnussen                                                                         | Cathy Lee Irwin                                                                         | [ 1 ]    |
| 1970       | Edmonton                                                                                | Karen Magnussen                                                                         | Cathy Lee Irwin                                                                         | Karen Grobba                                                                            | [ 1 ]    |
| 1971       | Winnipeg                                                                                | Karen Magnussen                                                                         | Ruth Hutchinson                                                                         | Diane Hall                                                                              | [ 1 ]    |
| 1972       | London                                                                                  | Karen Magnussen                                                                         | Ruth Hutchinson                                                                         | Cathy Lee Irwin                                                                         | [ 1 ]    |
| 1973       | Vancouver                                                                               | Karen Magnussen                                                                         | Cathy Lee Irwin                                                                         | Lynn Nightingale                                                                        | [ 1 ]    |
| 1974       | Moncton                                                                                 | Lynn Nightingale                                                                        | Barbara Terpenning                                                                      | Darya Prichun                                                                           | [ 1 ]    |
| 1975       | Québec                                                                                  | Lynn Nightingale                                                                        | Kim Alletson                                                                            | Barbara Terpenning                                                                      | [ 1 ]    |
| 1976       | London                                                                                  | Lynn Nightingale                                                                        | Kim Alletson                                                                            | Susan MacDonald                                                                         | [ 1 ]    |
| 1977       | Calgary                                                                                 | Lynn Nightingale                                                                        | Heather Kemkaran                                                                        | Kim Alletson                                                                            | [ 1 ]    |
| 1978       | Victoria                                                                                | Heather Kemkaran                                                                        | Cathie MacFarlane                                                                       | Peggy McLean                                                                            | [ 1 ]    |
| 1979       | Thunder Bay                                                                             | Janet Morrissey                                                                         | Heather Kemkaran                                                                        | Deborah Albright                                                                        | [ 1 ]    |
| 1980       | Kitchener                                                                               | Heather Kemkaran                                                                        | Janet Morrissey                                                                         | Tracey Wainman                                                                          | [ 1 ]    |
| 1981       | Halifax                                                                                 | Tracey Wainman                                                                          | Kay Thomson                                                                             | Elizabeth Manley                                                                        | [ 1 ]    |
| 1982       | Brandon                                                                                 | Kay Thomson                                                                             | Elizabeth Manley                                                                        | Tracey Wainman                                                                          | [ 1 ]    |
| 1983       | Montreal                                                                                | Kay Thomson                                                                             | Charlene Wong                                                                           | Cynthia Coull                                                                           | [ 1 ]    |
| 1984       | Regina                                                                                  | Kay Thomson                                                                             | Elizabeth Manley                                                                        | Cynthia Coull                                                                           | [ 1 ]    |
| 1985       | Moncton                                                                                 | Elizabeth Manley                                                                        | Cynthia Coull                                                                           | Charlene Wong                                                                           | [ 1 ]    |
| 1986       | North Bay                                                                               | Tracey Wainman                                                                          | Elizabeth Manley                                                                        | Patricia Schmidt                                                                        | [ 1 ]    |
| 1987       | Ottawa                                                                                  | Elizabeth Manley                                                                        | Patricia Schmidt                                                                        | Linda Florkevich                                                                        | [ 1 ]    |
| 1988       | Victoria                                                                                | Elizabeth Manley                                                                        | Charlene Wong                                                                           | Shannon Allison                                                                         | [ 1 ]    |
| 1989       | Chicoutimi                                                                              | Karen Preston                                                                           | Charlene Wong                                                                           | Lisa Sargeant                                                                           | [ 1 ]    |
| 1990       | Sudbury                                                                                 | Lisa Sargeant                                                                           | Charlene Wong                                                                           | Josée Chouinard                                                                         | [ 1 ]    |
| 1991       | Saskatoon                                                                               | Josée Chouinard                                                                         | Lisa Sargeant                                                                           | Tanya Bingert                                                                           | [ 1 ]    |
| 1992       | Moncton                                                                                 | Karen Preston                                                                           | Josée Chouinard                                                                         | Tanya Bingert                                                                           | [ 1 ]    |
| 1993       | Hamilton                                                                                | Josée Chouinard                                                                         | Karen Preston                                                                           | Susan Humphreys                                                                         | [ 1 ]    |
| 1994       | Edmonton                                                                                | Josée Chouinard                                                                         | Susan Humphreys                                                                         | Karen Preston                                                                           | [ 1 ]    |
| 1995       | Halifax                                                                                 | Netty Kim                                                                               | Jennifer Robinson                                                                       | Susan Humphreys                                                                         | [ 1 ]    |
| 1996       | Ottawa                                                                                  | Jennifer Robinson                                                                       | Josée Chouinard                                                                         | Susan Humphreys                                                                         | [ 1 ]    |
| 1997       | Vancouver                                                                               | Susan Humphreys                                                                         | Angela Derochie                                                                         | Jennifer Robinson                                                                       | [ 1 ]    |
| 1998       | Hamilton                                                                                | Angela Derochie                                                                         | Keyla Ohs                                                                               | Jennifer Robinson                                                                       | [ 1 ]    |
| 1999       | Ottawa                                                                                  | Jennifer Robinson                                                                       | Annie Bellemare                                                                         | Angela Derochie                                                                         | [ 1 ]    |
| 2000       | Calgary                                                                                 | Jennifer Robinson                                                                       | Michelle Currie                                                                         | Annie Bellemare                                                                         | [ 1 ]    |
| 2001       | Winnipeg                                                                                | Jennifer Robinson                                                                       | Nicole Watt                                                                             | Annie Bellemare                                                                         | [ 1 ]    |
| 2002       | Hamilton                                                                                | Jennifer Robinson                                                                       | Annie Bellemare                                                                         | Joannie Rochette                                                                        | [ 1 ]    |
| 2003       | Saskatoon                                                                               | Jennifer Robinson                                                                       | Joannie Rochette                                                                        | Annie Bellemare                                                                         | [ 1 ]    |
| 2004       | Edmonton                                                                                | Cynthia Phaneuf                                                                         | Joannie Rochette                                                                        | Jennifer Robinson                                                                       | [ 1 ]    |
| 2005       | London                                                                                  | Joannie Rochette                                                                        | Cynthia Phaneuf                                                                         | Mira Leung                                                                              | [ 1 ]    |
| 2006       | Ottawa                                                                                  | Joannie Rochette                                                                        | Mira Leung                                                                              | Lesley Hawker                                                                           | [ 2 ]    |
| 2007       | Halifax                                                                                 | Joannie Rochette                                                                        | Mira Leung                                                                              | Lesley Hawker                                                                           | [ 3 ]    |
| 2008       | Vancouver                                                                               | Joannie Rochette                                                                        | Mira Leung                                                                              | Cynthia Phaneuf                                                                         | [ 4 ]    |
| 2009       | Saskatoon                                                                               | Joannie Rochette                                                                        | Cynthia Phaneuf                                                                         | Amélie Lacoste                                                                          | [ 5 ]    |
| 2010       | London                                                                                  | Joannie Rochette                                                                        | Cynthia Phaneuf                                                                         | Myriane Samson                                                                          | [ 6 ]    |
| 2011       | Victoria                                                                                | Cynthia Phaneuf                                                                         | Myriane Samson                                                                          | Amélie Lacoste                                                                          | [ 7 ]    |
| 2012       | Moncton                                                                                 | Amélie Lacoste                                                                          | Cynthia Phaneuf                                                                         | Kaetlyn Osmond                                                                          | [ 8 ]    |
| 2013       | Mississauga                                                                             | Kaetlyn Osmond                                                                          | Gabrielle Daleman                                                                       | Alaine Chartrand                                                                        | [ 9 ]    |
| 2014       | Ottawa                                                                                  | Kaetlyn Osmond                                                                          | Gabrielle Daleman                                                                       | Amélie Lacoste                                                                          | [ 10 ]   |
| 2015       | Kingston                                                                                | Gabrielle Daleman                                                                       | Alaine Chartrand                                                                        | Veronik Mallet                                                                          | [ 11 ]   |
| 2016       | Halifax                                                                                 | Alaine Chartrand                                                                        | Gabrielle Daleman                                                                       | Kaetlyn Osmond                                                                          | [ 12 ]   |
| 2017       | Ottawa                                                                                  | Kaetlyn Osmond                                                                          | Gabrielle Daleman                                                                       | Alaine Chartrand                                                                        | [ 13 ]   |
| 2018       | Vancouver                                                                               | Gabrielle Daleman                                                                       | Kaetlyn Osmond                                                                          | Larkyn Austman                                                                          | [ 14 ]   |
| 2019       | Saint John                                                                              | Alaine Chartrand                                                                        | Aurora Cotop                                                                            | Véronik Mallet                                                                          | [ 15 ]   |
| 2020       | Mississauga                                                                             | Emily Bausback                                                                          | Alison Schumacher                                                                       | Madeline Schizas                                                                        | [ 16 ]   |
| 2021       | Vancouver                                                                               | Competizione cancellata a causa della pandemia di COVID-19                              | Competizione cancellata a causa della pandemia di COVID-19                              | Competizione cancellata a causa della pandemia di COVID-19                              | [ 17 ]   |
| 2022       | Ottawa                                                                                  | Madeline Schizas                                                                        | Veronik Mallet                                                                          | Gabrielle Daleman                                                                       | [ 18 ]   |
| 2023       | Oshawa                                                                                  | Madeline Schizas                                                                        | Kaiya Ruiter                                                                            | Fiona Bombardier                                                                        | [ 19 ]   |
| 2024       | Calgary                                                                                 | Kaya Ruiter                                                                             | Madeline Schizas                                                                        | Hetty Shi                                                                               | [ 20 ]   |
| 2025       | Laval                                                                                   | Madeline Schizas                                                                        | Sara-Maude Dupuis                                                                       | Katherine Medland Spence                                                                | [ 21 ]   |

### Coppie
| Anno      | Località                                                                                | Oro                                                                                     | Argento                                                                                 | Bronzo                                                                                  | Dettagli |
| 1905      |                                                                                         | Katherine Haycock / Ormond B. Haycock                                                   |                                                                                         |                                                                                         | [ 1 ]    |
| 1906      |                                                                                         | Katherine Haycock / Ormond B. Haycock                                                   |                                                                                         |                                                                                         | [ 1 ]    |
| 1907      | La competizione non si è svolta. Il Minto Skating Club è stato distrutto da un incendio | La competizione non si è svolta. Il Minto Skating Club è stato distrutto da un incendio | La competizione non si è svolta. Il Minto Skating Club è stato distrutto da un incendio | La competizione non si è svolta. Il Minto Skating Club è stato distrutto da un incendio | [ 1 ]    |
| 1908      |                                                                                         | Aimee Haycock / Ormond B. Haycock                                                       |                                                                                         |                                                                                         | [ 1 ]    |
| 1909      | La competizione non si è svolta                                                         | La competizione non si è svolta                                                         | La competizione non si è svolta                                                         | La competizione non si è svolta                                                         | [ 1 ]    |
| 1910      |                                                                                         | Lady Evelyn Grey / Ormond B. Haycock                                                    |                                                                                         |                                                                                         | [ 1 ]    |
| 1911      |                                                                                         | Lady Evelyn Grey / Ormond B. Haycock                                                    | Eleanor Kingsford / Philip Chrysler                                                     |                                                                                         | [ 1 ]    |
| 1912      |                                                                                         | Eleanor Kingsford / Douglas Nelles                                                      |                                                                                         |                                                                                         | [ 1 ]    |
| 1913      |                                                                                         | Muriel Burrows / Gordon McLennan                                                        | Jeanne Chevalier / Norman Scott                                                         |                                                                                         | [ 1 ]    |
| 1914      |                                                                                         | Jeanne Chevalier / Norman Scott                                                         | Muriel Burrows / Gordon McLennan                                                        |                                                                                         | [ 1 ]    |
| 1915–1919 | La competizione non si è svolta a causa della Prima guerra mondiale                     | La competizione non si è svolta a causa della Prima guerra mondiale                     | La competizione non si è svolta a causa della Prima guerra mondiale                     | La competizione non si è svolta a causa della Prima guerra mondiale                     | [ 1 ]    |
| 1920      |                                                                                         | Alden Godwin / Douglas Nelles                                                           | Beatrice McDougall / Allan Howard                                                       |                                                                                         | [ 1 ]    |
| 1921      |                                                                                         | Beatrice McDougall / Allan Howard                                                       | Dorothy Jenkins / C. J. Allan                                                           |                                                                                         | [ 1 ]    |
| 1922      | Ottawa                                                                                  | Alden Godwin / A. G. McLennan                                                           | Jeanette Rathbun / Melville Rogers                                                      | D. F. Secord / Douglas Nelles                                                           | [ 1 ]    |
| 1923      |                                                                                         | Marjorie Anable / Duncan Hodgson                                                        | Dorothy Jenkins / A. G. McLennan                                                        | Cecil Smith / Melville Rogers                                                           | [ 1 ]    |
| 1924      |                                                                                         | Elizabeth Blair / John Machado                                                          | Margot Barclay / Norman Gregory                                                         | Evelyn Darling / Hugh Tarbox                                                            | [ 1 ]    |
| 1925      |                                                                                         | Gladys Rogers / Melville Rogers                                                         | Elizabeth Machado / John Machado                                                        |                                                                                         | [ 1 ]    |
| 1926      |                                                                                         | Constance Wilson / Errol Morson                                                         | Marion McDougall / Chauncey Bangs                                                       | Isabel Blythe / Melville Rogers                                                         | [ 1 ]    |
| 1927      |                                                                                         | Marion McDougall / Chauncey Bangs                                                       | Constance Wilson / Montgomery Wilson                                                    | Elizabeth Machado / John Machado                                                        | [ 1 ]    |
| 1928      |                                                                                         | Marion McDougall / Chauncey Bangs                                                       | Gladys Rogers / Melville Rogers                                                         | Veronica Clarke / Stewart Reburn                                                        | [ 1 ]    |
| 1929      |                                                                                         | Constance Wilson / Montgomery Wilson                                                    | Maude Smith / Jack Eastwood                                                             | Gladys Rogers / Melville Rogers                                                         | [ 1 ]    |
| 1930      |                                                                                         | Constance Wilson Samuel / Montgomery Wilson                                             | Margaret Winks / Lewis Elkin                                                            |                                                                                         | [ 1 ]    |
| 1931      |                                                                                         | Frances Claudet / Chauncey Bangs                                                        | Constance Wilson Samuel / Montgomery Wilson                                             | Cecil Smith / Stewart Reburn                                                            | [ 1 ]    |
| 1932      |                                                                                         | Constance Wilson Samuel / Montgomery Wilson                                             | Frances Claudet / Chauncey Bangs                                                        | Maude Smith / Jack Eastwood                                                             | [ 1 ]    |
| 1933      |                                                                                         | Constance Wilson Samuel / Montgomery Wilson                                             | Maude Smith / Jack Eastwood                                                             | Kathleen Lopdell / Donald Cruikshank                                                    | [ 1 ]    |
| 1934      |                                                                                         | Constance Wilson Samuel / Montgomery Wilson                                             | Louise Bertram / Stewart Reburn                                                         | Maude Smith / Jack Eastwood                                                             | [ 1 ]    |
| 1935      |                                                                                         | Louise Bertram / Stewart Reburn                                                         | Audrey Garland / Fraser Sweatman                                                        | Constance Wilson Samuel / Montgomery Wilson                                             | [ 1 ]    |
| 1936      |                                                                                         | Veronica Clarke / Ralph McCreath                                                        | Aidrie Cruikshank / Donald Cruikshank                                                   | Mary Jane Halsted / Osborne Colson                                                      | [ 1 ]    |
| 1937      |                                                                                         | Veronica Clarke / Ralph McCreath                                                        | Aidrie Cruikshank / Donald Cruikshank                                                   | Mary Jane Halsted / Jack Eastwood                                                       | [ 1 ]    |
| 1938      |                                                                                         | Veronica Clarke / Ralph McCreath                                                        | Patricia Chown / Philip Lee                                                             | G. M. Black / Jack Kilgour                                                              | [ 1 ]    |
| 1939      |                                                                                         | Norah McCarthy / Ralph McCreath                                                         | Aidrie Cruikshank / Donald Cruikshank                                                   | Kathleen Lopdell / Peter Chance                                                         | [ 1 ]    |
| 1940      | Ottawa                                                                                  | Norah McCarthy / Ralph McCreath                                                         | Christine Newson / Sandy McKechnie                                                      | Eleanor O'Meara / Donald Gilchrist                                                      | [ 1 ]    |
| 1941      | Montreal                                                                                | Eleanor O'Meara / Ralph McCreath                                                        | Norah McCarthy / Sandy McKechnie                                                        |                                                                                         | [ 1 ]    |
| 1942      | Winnipeg                                                                                | Eleanor O'Meara / Sandy McKechnie                                                       | Floraine Ducharme / Wallace Diestelmeyer                                                |                                                                                         | [ 1 ]    |
| 1943      | La competizione non si è svolta a causa della Seconda guerra mondiale                   | La competizione non si è svolta a causa della Seconda guerra mondiale                   | La competizione non si è svolta a causa della Seconda guerra mondiale                   | La competizione non si è svolta a causa della Seconda guerra mondiale                   | [ 1 ]    |
| 1944      | Toronto                                                                                 |                                                                                         |                                                                                         |                                                                                         | [ 1 ]    |
| 1945      | Toronto                                                                                 | Olga Bernyk / Alex Fulton                                                               | Shaila Smith / Ross Smith                                                               |                                                                                         | [ 1 ]    |
| 1946      | Toronto                                                                                 | Joyce Perkins / Wallace Diestelmeyer                                                    | Suzanne Morrow / Norris Bowden                                                          |                                                                                         | [ 1 ]    |
| 1947      | Toronto                                                                                 | Suzanne Morrow / Wallace Diestelmeyer                                                   | Margaret Roberts / Bruce Hyland                                                         |                                                                                         | [ 1 ]    |
| 1948      | Calgary                                                                                 | Suzanne Morrow / Wallace Diestelmeyer                                                   | Sheila Smith / Ross Smith                                                               |                                                                                         | [ 1 ]    |
| 1949      | Ottawa                                                                                  | Marlene Smith / Donald Gilchrist                                                        | Pearle Simmers / David Spalding                                                         | Joyce Perkins / Bruce Hyland                                                            | [ 1 ]    |
| 1950      | St. Catharines                                                                          | Marlene Smith / Donald Gilchrist                                                        |                                                                                         |                                                                                         | [ 1 ]    |
| 1951      | Vancouver                                                                               | Jane Kirby / Donald Tobin                                                               | Frances Dafoe / Norris Bowden                                                           | Gayle Wakely / David Spalding                                                           | [ 1 ]    |
| 1952      | Oshawa                                                                                  | Frances Dafoe / Norris Bowden                                                           | Audrey Downie / Brian Power                                                             |                                                                                         | [ 1 ]    |
| 1953      | Ottawa                                                                                  | Frances Dafoe / Norris Bowden                                                           | Dawn Steckley / David Lowery                                                            |                                                                                         | [ 1 ]    |
| 1954      | Calgary                                                                                 | Frances Dafoe / Norris Bowden                                                           | Audrey Downie / Brian Power                                                             | Dawn Steckley / David Lowery                                                            | [ 1 ]    |
| 1955      | Toronto                                                                                 | Frances Dafoe / Norris Bowden                                                           | Barbara Wagner / Robert Paul                                                            | Audrey Downie / Brian Power                                                             | [ 1 ]    |
| 1956      | Galt                                                                                    | Barbara Wagner / Robert Paul                                                            | Maria Jelinek / Otto Jelinek                                                            | Dianne Neilson / Edwin Cossitt                                                          | [ 1 ]    |
| 1957      | Winnipeg                                                                                | Barbara Wagner / Robert Paul                                                            | Maria Jelinek / Otto Jelinek                                                            | Barbara Bourne / Thomas Monypenny                                                       | [ 1 ]    |
| 1958      | Ottawa                                                                                  | Barbara Wagner / Robert Paul                                                            | Maria Jelinek / Otto Jelinek                                                            |                                                                                         | [ 1 ]    |
| 1959      | Noranda                                                                                 | Barbara Wagner / Robert Paul                                                            | Jane Sinclair / Larry Rost                                                              | Lise Petit / Ian Knight                                                                 | [ 1 ]    |
| 1960      | Regina                                                                                  | Barbara Wagner / Robert Paul                                                            | Maria Jelinek / Otto Jelinek                                                            | Debbi Wilkes / Guy Revell                                                               | [ 1 ]    |
| 1961      | Lachine                                                                                 | Maria Jelinek / Otto Jelinek                                                            | Gertrude Desjardins / Maurice Lafrance                                                  | Debbi Wilkes / Guy Revell                                                               | [ 1 ]    |
| 1962      | Toronto                                                                                 | Maria Jelinek / Otto Jelinek                                                            | Gertrude Desjardins / Maurice Lafrance                                                  | Debbi Wilkes / Guy Revell                                                               | [ 1 ]    |
| 1963      | Edmonton                                                                                | Debbi Wilkes / Guy Revell                                                               | Gertrude Desjardins / Maurice Lafrance                                                  | Linda Ann Ward / Neil Carpenter                                                         | [ 1 ]    |
| 1964      | North Bay                                                                               | Debbi Wilkes / Guy Revell                                                               | Linda Ann Ward / Neil Carpenter                                                         | Faye Strutt / Jim Watters                                                               | [ 1 ]    |
| 1965      | Calgary                                                                                 | Susan Huehnergard / Paul Huehnergard                                                    | Alexis Shields / Chris Shields                                                          | Faye Strutt / Jim Watters                                                               | [ 1 ]    |
| 1966      | Peterborough                                                                            | Susan Huehnergard / Paul Huehnergard                                                    | Alexis Shields / Chris Shields                                                          | Betty McKilligan / John McKilligan                                                      | [ 1 ]    |
| 1967      | Toronto                                                                                 | Betty McKilligan / John McKilligan                                                      | Alexis Shields / Chris Shields                                                          | Anna Forder / Richard Stephens                                                          | [ 1 ]    |
| 1968      | Vancouver                                                                               | Betty McKilligan / John McKilligan                                                      | Anna Forder / Richard Stephens                                                          | Alexis Shields / Chris Shields                                                          | [ 1 ]    |
| 1969      | Toronto                                                                                 | Anna Forder / Richard Stephens                                                          | Mary Petrie / Robert McAvoy                                                             | Sandra Bezic / Val Bezic                                                                | [ 1 ]    |
| 1970      | Edmonton                                                                                | Sandra Bezic / Val Bezic                                                                | Mary Petrie / Robert McAvoy                                                             |                                                                                         | [ 1 ]    |
| 1971      | Winnipeg                                                                                | Sandra Bezic / Val Bezic                                                                | Mary Petrie / John Hubbell                                                              | Marian Murray / Glenn Moore                                                             | [ 1 ]    |
| 1972      | London                                                                                  | Sandra Bezic / Val Bezic                                                                | Mary Petrie / John Hubbell                                                              | Marian Murray / Glenn Moore                                                             | [ 1 ]    |
| 1973      | Vancouver                                                                               | Sandra Bezic / Val Bezic                                                                | Marian Murray / Glenn Moore                                                             | Linda Tasker / Allen Carson                                                             | [ 1 ]    |
| 1974      | Moncton                                                                                 | Sandra Bezic / Val Bezic                                                                | Marian Murray / Glenn Moore                                                             | Kathy Hutchinson / Jamie McGrigor                                                       | [ 1 ]    |
| 1975      | Québec                                                                                  | Candy Jones / Don Fraser                                                                | Kathy Hutchinson / Jamie McGrigor                                                       | Christine McBeth / Dennis Johnston                                                      | [ 1 ]    |
| 1976      | London                                                                                  | Candy Jones / Don Fraser                                                                | Cheri Pinner / Dennis Pinner                                                            | Karen Newton / Glenn Laframboise                                                        | [ 1 ]    |
| 1977      | Calgary                                                                                 | Cheri Pinner / Dennis Pinner                                                            | Janet Hominuke / Mark Hominuke                                                          |                                                                                         | [ 1 ]    |
| 1978      | Victoria                                                                                | Sherri Baier / Robin Cowan                                                              | Lea-Ann Jackson / Paul Mills                                                            | Susan Gowan / Eric Thomsen                                                              | [ 1 ]    |
| 1979      | Thunder Bay                                                                             | Barbara Underhill / Paul Martini                                                        | Susan Gowan / Eric Thomsen                                                              | Lea-Ann Jackson / Bernard Souche                                                        | [ 1 ]    |
| 1980      | Kitchener                                                                               | Barbara Underhill / Paul Martini                                                        | Lorrie Baier / Lloyd Eisler                                                             | Becky Gough / Mark Rowsom                                                               | [ 1 ]    |
| 1981      | Halifax                                                                                 | Barbara Underhill / Paul Martini                                                        | Lorrie Baier / Lloyd Eisler                                                             | Becky Gough / Mark Rowsom                                                               | [ 1 ]    |
| 1982      | Brandon                                                                                 | Barbara Underhill / Paul Martini                                                        | Lorrie Baier / Lloyd Eisler                                                             | Becky Gough / Mark Rowsom                                                               | [ 1 ]    |
| 1983      | Montreal                                                                                | Barbara Underhill / Paul Martini                                                        | Cynthia Coull / Mark Rowsom                                                             | Katherina Matousek / Lloyd Eisler                                                       | [ 1 ]    |
| 1984      | Regina                                                                                  | Katherina Matousek / Lloyd Eisler                                                       | Melinda Kunhegyi / Lyndon Johnston                                                      | Cynthia Coull / Mark Rowsom                                                             | [ 1 ]    |
| 1985      | Moncton                                                                                 | Cynthia Coull / Mark Rowsom                                                             | Melinda Kunhegyi / Lyndon Johnston                                                      | Christine Hough / Doug Ladret                                                           | [ 1 ]    |
| 1986      | North Bay                                                                               | Cynthia Coull / Mark Rowsom                                                             | Denise Benning / Lyndon Johnston                                                        | Karen Westby / Lloyd Eisler                                                             | [ 1 ]    |
| 1987      | Ottawa                                                                                  | Cynthia Coull / Mark Rowsom                                                             | Denise Benning / Lyndon Johnston                                                        | Christine Hough / Doug Ladret                                                           | [ 1 ]    |
| 1988      | Victoria                                                                                | Christine Hough / Doug Ladret                                                           | Isabelle Brasseur / Lloyd Eisler                                                        | Denise Benning / Lyndon Johnston                                                        | [ 1 ]    |
| 1989      | Chicoutimi                                                                              | Isabelle Brasseur / Lloyd Eisler                                                        | Cindy Landry / Lyndon Johnston                                                          | Christine Hough / Doug Ladret                                                           | [ 1 ]    |
| 1990      | Sudbury                                                                                 | Cindy Landry / Lyndon Johnston                                                          | Christine Hough / Doug Ladret                                                           | Isabelle Brasseur / Lloyd Eisler                                                        | [ 1 ]    |
| 1991      | Saskatoon                                                                               | Isabelle Brasseur / Lloyd Eisler                                                        | Christine Hough / Doug Ladret                                                           | Stacey Ball / Jean-Michel Bombardier                                                    | [ 1 ]    |
| 1992      | Moncton                                                                                 | Isabelle Brasseur / Lloyd Eisler                                                        | Christine Hough / Doug Ladret                                                           | Sherry Ball / Kris Wirtz                                                                | [ 1 ]    |
| 1993      | Hamilton                                                                                | Isabelle Brasseur / Lloyd Eisler                                                        | Michelle Menzies / Jean-Michel Bombardier                                               | Jodeyne Higgins / Sean Rice                                                             | [ 1 ]    |
| 1994      | Edmonton                                                                                | Isabelle Brasseur / Lloyd Eisler                                                        | Kristy Sargeant / Kris Wirtz                                                            | Jamie Salé / Jason Turner                                                               | [ 1 ]    |
| 1995      | Halifax                                                                                 | Michelle Menzies / Jean-Michel Bombardier                                               | Allison Gaylor / David Pelletier                                                        | Jodeyne Higgins / Sean Rice                                                             | [ 1 ]    |
| 1996      | Ottawa                                                                                  | Michelle Menzies / Jean-Michel Bombardier                                               | Kristy Sargeant / Kris Wirtz                                                            | Marie-Claude Savard-Gagnon / Luc Bradet                                                 | [ 1 ]    |
| 1997      | Vancouver                                                                               | Marie-Claude Savard-Gagnon / Luc Bradet                                                 | Kristy Sargeant / Kris Wirtz                                                            | Michelle Menzies / Jean-Michel Bombardier                                               | [ 1 ]    |
| 1998      | Hamilton                                                                                | Kristy Sargeant / Kris Wirtz                                                            | Marie-Claude Savard-Gagnon / Luc Bradet                                                 | Valerie Saurette / Jean-Sébastien Fecteau                                               | [ 1 ]    |
| 1999      | Ottawa                                                                                  | Kristy Sargeant / Kris Wirtz                                                            | Jamie Salé / David Pelletier                                                            | Valerie Saurette / Jean-Sébastien Fecteau                                               | [ 1 ]    |
| 2000      | Calgary                                                                                 | Jamie Salé / David Pelletier                                                            | Kristy Sargeant / Kris Wirtz                                                            | Valerie Saurette / Jean-Sébastien Fecteau                                               | [ 1 ]    |
| 2001      | Winnipeg                                                                                | Jamie Salé / David Pelletier                                                            | Kristy Sargeant / Kris Wirtz                                                            | Anabelle Langlois / Patrice Archetto                                                    | [ 1 ]    |
| 2002      | Hamilton                                                                                | Jamie Salé / David Pelletier                                                            | Jacinthe Larivière / Lenny Faustino                                                     | Anabelle Langlois / Patrice Archetto                                                    | [ 1 ]    |
| 2003      | Saskatoon                                                                               | Jacinthe Larivière / Lenny Faustino                                                     | Anabelle Langlois / Patrice Archetto                                                    | Elizabeth Putnam / Sean Wirtz                                                           | [ 1 ]    |
| 2004      | Edmonton                                                                                | Valérie Marcoux / Craig Buntin                                                          | Anabelle Langlois / Patrice Archetto                                                    | Elizabeth Putnam / Sean Wirtz                                                           | [ 1 ]    |
| 2005      | London                                                                                  | Valérie Marcoux / Craig Buntin                                                          | Utako Wakamatsu / Jean-Sébastien Fecteau                                                | Anabelle Langlois / Patrice Archetto                                                    | [ 1 ]    |
| 2006      | Ottawa                                                                                  | Valérie Marcoux / Craig Buntin                                                          | Jessica Dubé / Bryce Davison                                                            | Utako Wakamatsu / Jean-Sébastien Fecteau                                                | [ 2 ]    |
| 2007      | Halifax                                                                                 | Jessica Dubé / Bryce Davison                                                            | Valérie Marcoux / Craig Buntin                                                          | Anabelle Langlois / Cody Hay                                                            | [ 3 ]    |
| 2008      | Vancouver                                                                               | Anabelle Langlois / Cody Hay                                                            | Jessica Dubé / Bryce Davison                                                            | Meagan Duhamel / Craig Buntin                                                           | [ 4 ]    |
| 2009      | Saskatoon                                                                               | Jessica Dubé / Bryce Davison                                                            | Meagan Duhamel / Craig Buntin                                                           | Mylène Brodeur / John Mattatall                                                         | [ 5 ]    |
| 2010      | London                                                                                  | Jessica Dubé / Bryce Davison                                                            | Anabelle Langlois / Cody Hay                                                            | Meagan Duhamel / Craig Buntin                                                           | [ 6 ]    |
| 2011      | Victoria                                                                                | Kirsten Moore-Towers / Dylan Moscovitch                                                 | Meagan Duhamel / Eric Radford                                                           | Paige Lawrence / Rudi Swiegers                                                          | [ 7 ]    |
| 2012      | Moncton                                                                                 | Meagan Duhamel / Eric Radford                                                           | Jessica Dubé / Sébastien Wolfe                                                          | Paige Lawrence / Rudi Swiegers                                                          | [ 8 ]    |
| 2013      | Mississauga                                                                             | Meagan Duhamel / Eric Radford                                                           | Kirsten Moore-Towers / Dylan Moscovitch                                                 | Paige Lawrence / Rudi Swiegers                                                          | [ 9 ]    |
| 2014      | Ottawa                                                                                  | Meagan Duhamel / Eric Radford                                                           | Kirsten Moore-Towers / Dylan Moscovitch                                                 | Paige Lawrence / Rudi Swiegers                                                          | [ 10 ]   |
| 2015      | Kingston                                                                                | Meagan Duhamel / Eric Radford                                                           | Liubov Ilyushechkina / Dylan Moscovitch                                                 | Julianne Séguin / Charlie Bilodeau                                                      | [ 11 ]   |
| 2016      | Halifax                                                                                 | Meagan Duhamel / Eric Radford                                                           | Julianne Séguin / Charlie Bilodeau                                                      | Liubov Ilyushechkina / Dylan Moscovitch                                                 | [ 12 ]   |
| 2017      | Ottawa                                                                                  | Meagan Duhamel / Eric Radford                                                           | Liubov Ilyushechkina / Dylan Moscovitch                                                 | Kirsten Moore-Towers / Michael Marinaro                                                 | [ 13 ]   |
| 2018      | Vancouver                                                                               | Meagan Duhamel / Eric Radford                                                           | Julianne Séguin / Charlie Bilodeau                                                      | Kirsten Moore-Towers / Michael Marinaro                                                 | [ 14 ]   |
| 2019      | Saint John                                                                              | Kirsten Moore-Towers / Michael Marinaro                                                 | Evelyn Walsh / Trennt Michaud                                                           | Camille Ruest / Drew Wolfe                                                              | [ 15 ]   |
| 2020      | Mississauga                                                                             | Kirsten Moore-Towers / Michael Marinaro                                                 | Evelyn Walsh / Trennt Michaud                                                           | Lubov Ilyushechkina / Charlie Bilodeau                                                  | [ 16 ]   |
| 2021      | Vancouver                                                                               | Competizione cancellata a causa della pandemia di COVID-19                              | Competizione cancellata a causa della pandemia di COVID-19                              | Competizione cancellata a causa della pandemia di COVID-19                              | [ 17 ]   |
| 2022      | Ottawa                                                                                  | Kirsten Moore-Towers / Michael Marinaro                                                 | Evelyn Walsh / Trennt Michaud                                                           | Deanna Stellato-Dudek / Maxime Deschamps                                                | [ 18 ]   |
| 2023      | Oshawa                                                                                  | Deanna Stellato-Dudek / Maxime Deschamps                                                | Brooke McIntosh / Benjamin Mimar                                                        | Lia Pereira / Trennt Michaud                                                            | [ 18 ]   |
| 2024      | Calgary                                                                                 | Deanna Stellato-Dudek / Maxime Deschamps                                                | Lia Pereira / Trennt Michaud                                                            | Kelly Ann Laurin / Loucas Éthier                                                        | [ 20 ]   |
| 2025      | Laval                                                                                   | Deanna Stellato-Dudek / Maxime Deschamps                                                | Lia Pereira / Trennt Michaud                                                            | Kelly Ann Laurin / Loucas Éthier                                                        | [ 21 ]   |

### Danza su ghiaccio
| Anno | Località          | Oro                                                        | Argento                                                    | Bronzo                                                     | Dettagli |
| 1947 | Toronto           | Margaret Roberts / Bruce Hyland                            | Joyce Perkins / William de Nance, Jr.                      | Marnie Brereton / Richard McLaughlin                       | [ 1 ]    |
| 1948 | Calgary           | Suzanne Morrow / Wallace Diestelmeyer                      | Joy Forsyth / Donald Taylor                                |                                                            | [ 1 ]    |
| 1949 | Ottawa            | Joyce Perkins / Bruce Hyland                               | Pierrette Paquin / Donald Tobin                            | Joy Forsyth / Ronald Vincent                               | [ 1 ]    |
| 1950 | St. Catharines    | Pierrette Paquin / Donald Tobin                            | Joy Forsyth / William de Nance                             | Frances Dafoe / Norris Bowden                              | [ 1 ]    |
| 1951 | Vancouver         | Pierrette Paquin / Donald Tobin                            | Mary Diane Trimble / David Ross                            | Frances Dafoe / Norris Bowden                              | [ 1 ]    |
| 1952 | Oshawa            | Frances Dafoe / Norris Bowden                              | Joyce Kornacher / William de Nance, Jr.                    | Pierrette Paquin / Malcolm Wickson                         | [ 1 ]    |
| 1953 | Ottawa            | Frances Abbott / David Ross                                | Patty Lou Montgomery / George Montgomery                   | Marion Wattie / Harry Ball                                 | [ 1 ]    |
| 1954 | Calgary           | Doreen Leech / Norman Walker                               | Geraldine Fenton / William McLachlan                       | Claudette Lacaille / Jeffrey Johnston                      | [ 1 ]    |
| 1955 | Toronto           | Lindis Johnston / Jeffrey Johnston                         | Geraldine Fenton / Gordon Crossland                        | Beverley de Nance / William de Nance                       | [ 1 ]    |
| 1956 | Galt              | Lindis Johnston / Jeffrey Johnston                         | Geraldine Fenton / William McLachlan                       | Beverley de Nance / William de Nance                       | [ 1 ]    |
| 1957 | Winnipeg          | Geraldine Fenton / William McLachlan                       | Beverley Orr / Hugh Smith                                  | Elaine Protheroe / William Trimble                         | [ 1 ]    |
| 1958 | Ottawa            | Geraldine Fenton / William McLachlan                       | Beverley Orr / Hugh Smith                                  | Svata Staroba / Mirek Staroba                              | [ 1 ]    |
| 1959 | Noranda           | Geraldine Fenton / William McLachlan                       | Ann Martin / Edward Collins                                | Svata Staroba / Mirek Staroba                              | [ 1 ]    |
| 1960 | Regina            | Virginia Thompson / William McLachlan                      | Ann Martin / Gilles Vanasse                                | Svata Staroba / Mirek Staroba                              | [ 1 ]    |
| 1961 | Lachine           | Virginia Thompson / William McLachlan                      | Donna Lee Mitchell / John Mitchell                         | Paulette Doan / Kenneth Ormsby                             | [ 1 ]    |
| 1962 | Toronto           | Virginia Thompson / William McLachlan                      | Donna Lee Mitchell / John Mitchell                         | Paulette Doan / Kenneth Ormsby                             | [ 1 ]    |
| 1963 | Edmonton          | Paulette Doan / Kenneth Ormsby                             | Donna Lee Mitchell / John Mitchell                         | Carole Forrest / Kevin Lethbridge                          | [ 1 ]    |
| 1964 | North Bay         | Paulette Doan / Kenneth Ormsby                             | Carole Forrest / Kevin Lethbridge                          | Marilyn Crawford / Blair Armitage                          | [ 1 ]    |
| 1965 | Calgary           | Carole Forrest / Kevin Lethbridge                          | Lynn Matthews / Bryon Topping                              | Gail Snyder / Wayne Palmer                                 | [ 1 ]    |
| 1966 | Peterborough      | Carole Forrest / Kevin Lethbridge                          | Gail Snyder / Wayne Palmer                                 | Judy Henderson / John Bailey                               | [ 1 ]    |
| 1967 | Toronto           | Joni Graham / Don Phillips                                 | Judy Henderson / John Bailey                               | Maureen Peever / Wayne Palmer                              | [ 1 ]    |
| 1968 | Vancouver         | Joni Graham / Don Phillips                                 | Donna Taylor / Bruce Lennie                                | Mary Church / Tom Falls                                    | [ 1 ]    |
| 1969 | Toronto           | Donna Taylor / Bruce Lennie                                | Mary Church / Tom Falls                                    | Hazel Pike / Phillip Boskill                               | [ 1 ]    |
| 1970 | Edmonton          | Mary Church / David Sutton                                 | Hazel Pike / Phillip Boskill                               | Louise Lind / Barry Soper                                  | [ 1 ]    |
| 1971 | Winnipeg          | Louise Lind / Barry Soper                                  | Mary Church / David Sutton                                 | Brenda Sandys / James Holden                               | [ 1 ]    |
| 1972 | London            | Louise Lind / Barry Soper                                  | Barbara Berezowski / David Porter                          | Linda Roe / Michael Bradley                                | [ 1 ]    |
| 1973 | Vancouver         | Louise Soper / Barry Soper                                 | Barbara Berezowski / David Porter                          | Linda Roe / Michael Bradley                                | [ 1 ]    |
| 1974 | Moncton           | Louise Soper / Barry Soper                                 | Barbara Berezowski / David Porter                          | Linda Roe / Michael Bradley                                | [ 1 ]    |
| 1975 | Québec            | Barbara Berezowski / David Porter                          | Susan Carscallen / Eric Gillies                            | Shelley MacLeod / Bob Knapp                                | [ 1 ]    |
| 1976 | London            | Barbara Berezowski / David Porter                          | Susan Carscallen / Eric Gillies                            | Lorna Wighton / John Dowding                               | [ 1 ]    |
| 1977 | Calgary           | Susan Carscallen / Eric Gillies                            | Lorna Wighton / John Dowding                               | Debbie Young / Greg Young                                  | [ 1 ]    |
| 1978 | Victoria          | Lorna Wighton / John Dowding                               | Patricia Fletcher / Michael de la Penotiere                | Marie McNeil / Robert McCall                               | [ 1 ]    |
| 1979 | Thunder Bay       | Lorna Wighton / John Dowding                               | Patricia Fletcher / Michael de la Penotiere                | Marie McNeil / Robert McCall                               | [ 1 ]    |
| 1980 | Kitchener         | Lorna Wighton / John Dowding                               | Marie McNeil / Robert McCall                               | Gina Aucoin / Hans Peter Ponikau                           | [ 1 ]    |
| 1981 | Halifax           | Marie McNeil / Robert McCall                               | Kelly Johnson / Kris Barber                                | Joanne French / John Thomas                                | [ 1 ]    |
| 1982 | Brandon           | Tracy Wilson / Robert McCall                               | Kelly Johnson / Kris Barber                                | Joanne French / John Thomas                                | [ 1 ]    |
| 1983 | Montreal          | Tracy Wilson / Robert McCall                               | Kelly Johnson / John Thomas                                | Karyn Garossino / Rod Garossino                            | [ 1 ]    |
| 1984 | Regina            | Tracy Wilson / Robert McCall                               | Kelly Johnson / John Thomas                                | Karyn Garossino / Rod Garossino                            | [ 1 ]    |
| 1985 | Moncton           | Tracy Wilson / Robert McCall                               | Karyn Garossino / Rod Garossino                            | Isabelle Duchesnay / Paul Duchesnay                        | [ 1 ]    |
| 1986 | North Bay         | Tracy Wilson / Robert McCall                               | Karyn Garossino / Rod Garossino                            | Jo-Anne Borlase / Scott Chalmers                           | [ 1 ]    |
| 1987 | Ottawa            | Tracy Wilson / Robert McCall                               | Karyn Garossino / Rod Garossino                            | Jo-Anne Borlase / Scott Chalmers                           | [ 1 ]    |
| 1988 | Victoria          | Tracy Wilson / Robert McCall                               | Karyn Garossino / Rod Garossino                            | Melanie Cole / Michael Farrington                          | [ 1 ]    |
| 1989 | Chicoutimi        | Karyn Garossino / Rod Garossino                            | Michelle McDonald / Mark Mitchell                          | Jo-Anne Borlase / Martin Smith                             | [ 1 ]    |
| 1990 | Sudbury           | Jo-Anne Borlase / Martin Smith                             | Michelle McDonald / Mark Mitchell                          | Jacqueline Petr / Mark Janoschak                           | [ 1 ]    |
| 1991 | Saskatoon         | Michelle McDonald / Martin Smith                           | Jacqueline Petr / Mark Janoschak                           | Penny Mann / Juan-Carlos Noria                             | [ 1 ]    |
| 1992 | Moncton           | Jacqueline Petr / Mark Janoschak                           | Penny Mann / Juan-Carlos Noria                             | Michelle McDonald / Martin Smith                           | [ 1 ]    |
| 1993 | Hamilton (Canada) | Shae-Lynn Bourne / Victor Kraatz                           | Penny Mann / Juan-Carlos Noria                             | Jacqueline Petr / Mark Janoschak                           | [ 1 ]    |
| 1994 | Edmonton          | Shae-Lynn Bourne / Victor Kraatz                           | Jennifer Boyce / Michel Brunet                             | Martine Patenaude / Eric Masse                             | [ 1 ]    |
| 1995 | Halifax           | Shae-Lynn Bourne / Victor Kraatz                           | Jennifer Boyce / Michel Brunet                             | Janet Emerson / Steve Kavanagh                             | [ 1 ]    |
| 1996 | Ottawa            | Shae-Lynn Bourne / Victor Kraatz                           | Chantal Lefebvre / Michel Brunet                           | Janet Emerson / Steve Kavanagh                             | [ 1 ]    |
| 1997 | Vancouver         | Shae-Lynn Bourne / Victor Kraatz                           | Chantal Lefebvre / Michel Brunet                           | Megan Wing / Aaron Lowe                                    | [ 1 ]    |
| 1998 | Hamilton          | Shae-Lynn Bourne / Victor Kraatz                           | Chantal Lefebvre / Michel Brunet                           | Megan Wing / Aaron Lowe                                    | [ 1 ]    |
| 1999 | Ottawa            | Shae-Lynn Bourne / Victor Kraatz                           | Chantal Lefebvre / Michel Brunet                           | Megan Wing / Aaron Lowe                                    | [ 1 ]    |
| 2000 | Calgary           | Marie-France Dubreuil / Patrice Lauzon                     | Megan Wing / Aaron Lowe                                    | Josée Piché / Pascal Denis                                 | [ 1 ]    |
| 2001 | Winnipeg          | Shae-Lynn Bourne / Victor Kraatz                           | Marie-France Dubreuil / Patrice Lauzon                     | Megan Wing / Aaron Lowe                                    | [ 1 ]    |
| 2002 | Hamilton          | Shae-Lynn Bourne / Victor Kraatz                           | Marie-France Dubreuil / Patrice Lauzon                     | Megan Wing / Aaron Lowe                                    | [ 1 ]    |
| 2003 | Saskatoon         | Shae-Lynn Bourne / Victor Kraatz                           | Marie-France Dubreuil / Patrice Lauzon                     | Megan Wing / Aaron Lowe                                    | [ 1 ]    |
| 2004 | Edmonton          | Marie-France Dubreuil / Patrice Lauzon                     | Megan Wing / Aaron Lowe                                    | Chantal Lefebvre / Arseniy Markov                          | [ 1 ]    |
| 2005 | London            | Marie-France Dubreuil / Patrice Lauzon                     | Megan Wing / Aaron Lowe                                    | Chantal Lefebvre / Arseni Markov                           | [ 1 ]    |
| 2006 | Ottawa            | Marie-France Dubreuil / Patrice Lauzon                     | Megan Wing / Aaron Lowe                                    | Tessa Virtue / Scott Moir                                  | [ 2 ]    |
| 2007 | Halifax           | Marie-France Dubreuil / Patrice Lauzon                     | Tessa Virtue / Scott Moir                                  | Kaitlyn Weaver / Andrew Poje                               | [ 3 ]    |
| 2008 | Vancouver         | Tessa Virtue / Scott Moir                                  | Kaitlyn Weaver / Andrew Poje                               | Allie Hann-McCurdy / Michael Coreno                        | [ 4 ]    |
| 2009 | Saskatoon         | Tessa Virtue / Scott Moir                                  | Vanessa Crone / Paul Poirier                               | Kaitlyn Weaver / Andrew Poje                               | [ 5 ]    |
| 2010 | London            | Tessa Virtue / Scott Moir                                  | Vanessa Crone / Paul Poirier                               | Kaitlyn Weaver / Andrew Poje                               | [ 6 ]    |
| 2011 | Victoria          | Vanessa Crone / Paul Poirier                               | Kaitlyn Weaver / Andrew Poje                               | Alexandra Paul / Mitchell Islam                            | [ 7 ]    |
| 2012 | Moncton           | Tessa Virtue / Scott Moir                                  | Kaitlyn Weaver / Andrew Poje                               | Piper Gilles / Paul Poirier                                | [ 8 ]    |
| 2013 | Mississauga       | Tessa Virtue / Scott Moir                                  | Piper Gilles / Paul Poirier                                | Nicole Orford / Thomas Williams                            | [ 9 ]    |
| 2014 | Ottawa            | Tessa Virtue / Scott Moir                                  | Kaitlyn Weaver / Andrew Poje                               | Alexandra Paul / Mitchell Islam                            | [ 10 ]   |
| 2015 | Kingston          | Kaitlyn Weaver / Andrew Poje                               | Piper Gilles / Paul Poirier                                | Alexandra Paul / Mitchell Islam                            | [ 11 ]   |
| 2016 | Halifax           | Kaitlyn Weaver / Andrew Poje                               | Piper Gilles / Paul Poirier                                | Elisabeth Paradis / Francois-Xavier Ouellette              | [ 12 ]   |
| 2017 | Ottawa            | Tessa Virtue / Scott Moir                                  | Kaitlyn Weaver / Andrew Poje                               | Piper Gilles / Paul Poirier                                | [ 13 ]   |
| 2018 | Vancouver         | Tessa Virtue / Scott Moir                                  | Piper Gilles / Paul Poirier                                | Kaitlyn Weaver / Andrew Poje                               | [ 14 ]   |
| 2019 | Saint John        | Kaitlyn Weaver / Andrew Poje                               | Piper Gilles / Paul Poirier                                | Laurence Fournier Beaudry / Nikolaj Sørensen               | [ 15 ]   |
| 2020 | Mississauga       | Piper Gilles / Paul Poirier                                | Marjorie Lajoie / Zachary Lagha                            | Carolane Soucisse / Shane Firus                            | [ 16 ]   |
| 2021 | Vancouver         | Competizione cancellata a causa della pandemia di COVID-19 | Competizione cancellata a causa della pandemia di COVID-19 | Competizione cancellata a causa della pandemia di COVID-19 | [ 17 ]   |
| 2022 | Ottawa            | Piper Gilles / Paul Poirier                                | Laurence Fournier Beaudry / Nikolaj Sørensen               | Marjorie Lajoie / Zachary Lagha                            | [ 18 ]   |
| 2023 | Oshawa            | Laurence Fournier Beaudry / Nikolaj Sørensen               | Marjorie Lajoie / Zachary Lagha                            | Marie-Jade Lauriault / Romain Le Gac                       | [ 18 ]   |
| 2024 | Calgary           | Piper Gilles / Paul Poirier                                | Marie-Jade Lauriault / Romain Le Gac                       | Alicia Fabbri / Paul Ayer                                  | [ 20 ]   |
| 2025 | Laval             | Piper Gilles / Paul Poirier                                | Marjorie Lajoie / Zachary Lagha                            | Alicia Fabbri / Paul Ayer                                  | [ 21 ]   |